# Confessa
«Confessa» (укр. «Зізнання» або «Ти зізналась») — відома пісня італійського співака і актора Адріано Челентано, з альбому «Per sempre», випущеного 15 листопада 2002 року.

## Опис

### Про пісню
Пісня, написана Джуліо Моголом і Джанні Белла, зайняла перший трек альбому «Per sempre» і вийшла як сингл на CD. В перший і єдиний раз наживо пісня була виконана Челентано 15 грудня 2002 року на телепередачі «Uno di noi», ведучим якої був співак Джанні Моранді. Кліп до пісні є одним з лідерів багатомільйонних переглядів серед інших пісень співака на YouTube. Цікаво, що сам Челентано ставиться до цієї композиції досить прохолодно і навіть не включив її в жоден зі своїх збірників. Перша пісня альбому «Confessa» стала однією з найпопулярніших і «відомих» робіт Челентано в пострадянських країнах, зокрема і в Україні.

### Відеокліп
До пісні існують дві версії кліпу. Перша,  знята 2002 року, частіше транслюється музичними каналами і випущена на офіційному DVD до альбому «Per sempre». 2012 року, на офіційному каналі Адріано Челентано на Youtube з'явилася друга версія кліпу, яка суттєво відрізняється від попередньої — як монтажем, так і ракурсами зйомок.

### Текст
| «Confessa» Su confessa amore mio io non sono piu il solo, l'unico hai nascosto nel cuore tuo una storia irrinunciabile Io non sono piu il tuo pensiero non sono piu il tuo amore vero sono il dolce con fondo amaro che non mangi piu Ma perche tu sei un'altra donna Ma perche tu non sei piu tu Ma perche non l'hai detto prima Chi non ama non sara amato mai Che ne hai fatto del nostro bene? E' diventato un freddo brivido Le risate, le nostre cene scene ormai irrecuperabili Io non sono piu il tuo pensiero non sono piu il tuo amore vero sono il dolce con fondo amaro che non mangi piu Ma perche tu sei un'altra donna Ma perche tu non sei piu tu Ma perche tu, tu non l'hai detto prima Chi non ama non sara amato mai Quando viene la sera e il ricordo pian piano scompare la tristezza nel cuore apre un vuoto piu grande del mare piu grande del mare Ma perche non l'hai detto prima Chi non ama non sara amato mai Che ne hai fatto del nostro bene? E' diventato un freddo brivido Le risate, le nostre cene scene ormai irrecuperabili Io non sono piu il tuo pensiero non sono piu il tuo amore vero sono il dolce con fondo amaro che non mangi piu (Ma perche non l'hai detto prima Chi non ama non sara amato mai) |  | «Зізнання» Ти зізналась мені, кохана, Що давно не єдиний в тебе я І ховається в твоєму серці Зовсім інша сумна історія Навіть в мріях я не з тобою Інший ділить кохання твоє Я лиш сповнений гіркотою Не чіпай мене Чому ти зовсім інша стала Чому ти більше не моя Чому ти перша не сказала Та сміялась, що страждаю я Ти чарівну кохання квітку Вкрила снігом своєї байдужості Зимно, холодно, пусто влітку Як ніколи самотньо у житті Навіть в мріях я не з тобою Інший ділить кохання твоє Я лиш сповнений гіркотою Не чіпай мене Чому ти зовсім інша стала Чому ти більше не моя Чому ти увесь час мовчала Та сміялась, що страждаю я Знову вечір самотній Теплі спогади в сни обертає Лише біль в моїм серці Наче море покою не знає Покою не знає Чому ти перша не сказала Хто не любить, кохання марно жде. Ти чарівну кохання квітку Вкрила снігом своєї байдужості Зимно, холодно, пусто влітку Як ніколи самотньо у житті Навіть в мріях я не з тобою Інший ділить кохання твоє Я лиш сповнений гіркотою Не чіпай мене (Чому ти перша не сказала Хто не любить, кохання марно жде) |